# Міжнародний авіарейс

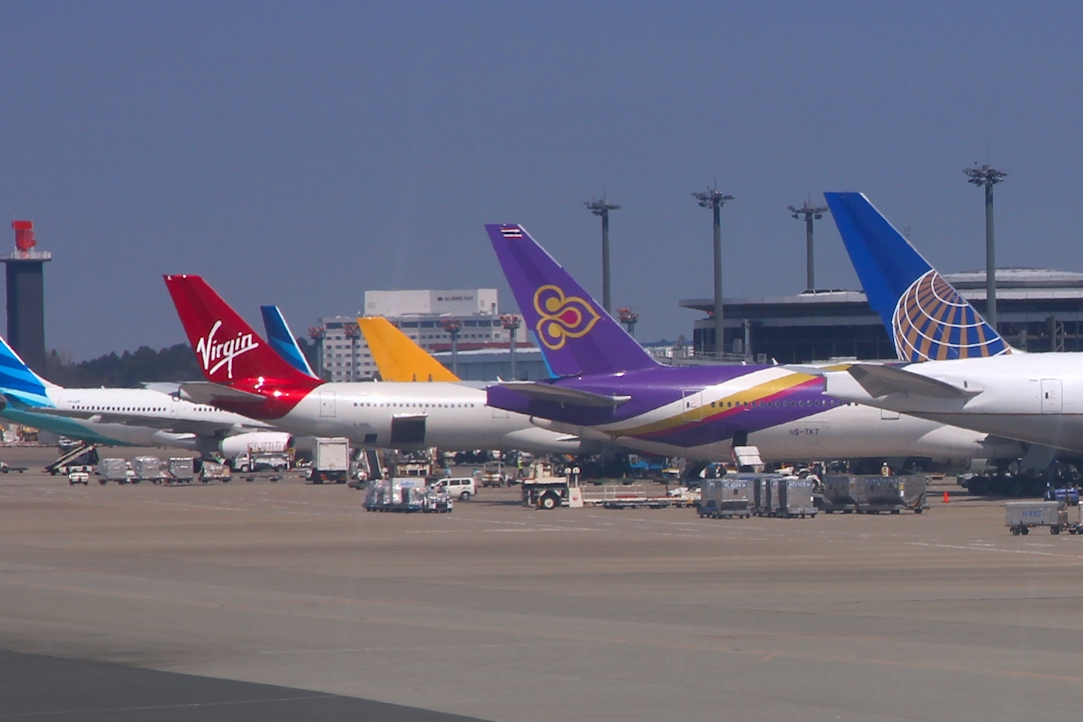
Різноманітність авіалайнерів в аеропорту Токіо Наріта. Усі зображені літаки прибули до Японії в результаті міжнародних рейсів.

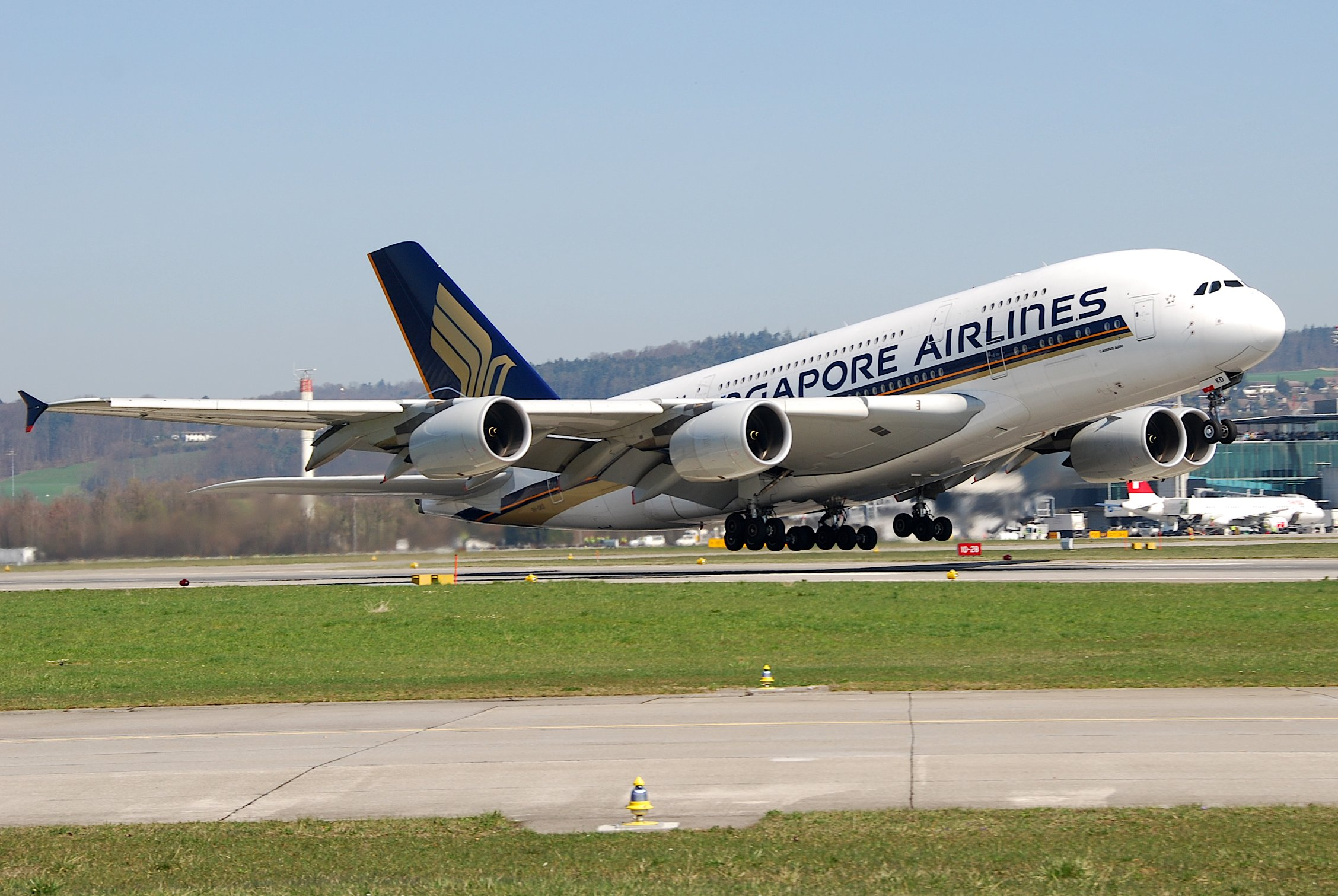
Більші літаки, такі як Airbus A380, часто використовуються для міжнародних рейсів.

Міжнародний авіарейс — це форма комерційного польоту в цивільній авіації, де відправлення та прибуття відбуваються в різних країнах.
Регулярне міжнародне пасажирське авіасполучення розпочалося в серпні 1919 року рейсом з Лондона, Англія, до Парижа, Франція. Подорож організувала та керувала компанія Air Transport & Travel Ltd (AT&T), яка згодом стане попередницею British Airways (BA). Окрім перевезення мандрівників, рейси, які відбувалися щодня, також перевозили пошту та посилки. Озираючись назад, історичний письменник Пол Джарвіс прокоментував, що в «дуже ранні часи це було лише переконання людей взагалі літати», враховуючи те, що «досить багато людей» вважали авіацію в цілому «просто минущою модою»."
Важлива відмінність між міжнародними та внутрішніми рейсами полягає в тому, що перед посадкою в літак пасажири повинні пройти міграційні формальності, а при прибутті в аеропорт призначення вони повинні пройти імміграційні та митні формальності. Винятки існують у ситуаціях, наприклад, коли країни відправлення та прибуття є членами однієї дипломатично організованої зони вільного пересування, прикладом є Шенгенська зона в Європі.
Аеропорти, які обслуговують міжнародні рейси, називаються міжнародними . Зазвичай вони значно більші за розміри, ніж стандартні аеропорти, зазвичай включають розширені зручності, такі як зони з книгарнями, кімнатами відпочинку та ресторанами.

## Витоки
Один із перших польотів між двома країнами відбувся 7 січня 1785 року, коли Жан-П’єр Бланшар і Джон Джеффріс перетнули Ла-Манш на повітряній кулі. Першому об’єкту, важчому за повітря, знадобилося більше століття, щоб повторити цей процес: Луї Блеріо перетнув Ла-Манш 25 липня 1909 року, вигравши приз у 1000 фунтів стерлінгів.
Авіаційна технологія розвинулась під час Першої світової війни, а між світовими війнами авіація спостерігала розвиток міжнародних комерційних рейсів. Існувала комбінація типів літаків, яка включала дирижаблі та літаки . Першою авіакомпанією, яка виконувала міжнародні рейси, була авіакомпанія Chalk's Ocean Airways, заснована в 1917 році, яка здійснювала регулярні рейси на гідролітаках із Флориди на Багами. Перше в світі регулярне міжнародне сполучення було забезпечено британською авіакомпанією, "Авіаційний транспорт і подорожі" від Аеродром Хаунслоу Хіт до Ле-Бурже поблизу Парижа.
Після Другої світової війни міжнародні комерційні рейси регулювалися створенням Міжнародної асоціації повітряного транспорту (IATA) та Міжнародної організації цивільної авіації (ICAO). Обидві організації продовжують свою діяльність у 21 столітті.